# Der Jasager

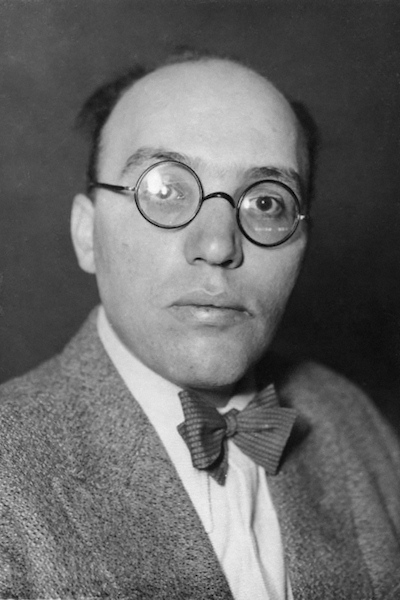
Kurt Weill år 1932.

Der Jasager (Jasägaren) är en opera i två akter med musik av Kurt Weill och libretto av Bertolt Brecht efter Elisabeth Hauptmanns översättning av det japanska No-dramat Taniko.

## Historia
1930 fick Kurt Weill beställning på operan av föreningen Neue Musik Berlin. Men på grund av samma förenings avslag på Hanns Eislers tonsättning av Brechts drama Der Massnahme  drog Weill solidariskt tillbaka sin opera. Der Jasager hade premiär den 23 juni 1930 i en radioutsändning och samtidigt av studenter från Akademie für Kirchen- und Schulmusik at the Zentralinstitut für Erziehung und Unterricht i Berlin. Intrigen var ett angrepp på den rådande preussiska disciplinen, vilket ledde till häftiga angrepp från nazisterna. Föreställningarna var tänkta att efterföljas av diskussioner bland de medverkande. Den fientliga stämningen ledde till att Brecht skrev en alternativ version, Der Neinsager, i vilken Weill dock inte medverkade.
Svensk premiär den 3 april 1936 på Malmö Teater.

## Personer
- Pojken (gossopran)
- Modern (mezzosopran)
- Läraren (baryton)

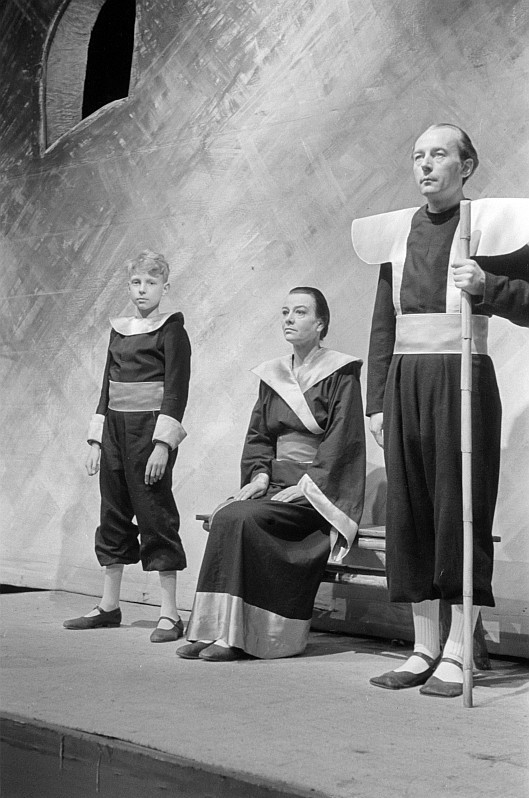
Från en uppsättning i Berlin 1946.

- Förste studenten (gossopran eller tenor)
- Andre studenten (gossopran eller tenor)
- Tredje studenten (gossopran eller baryton)

## Handling
Pojken stannar hemma från skolan därför att hans mor är sjuk. Han blir uppsökt av läraren, som förbereder en expedition. Pojken vill följa med så att han kan skaffa medicin åt den sjuka, och han ger sig av med läraren och tre andra studenter. På vägen blir pojken sjuk och enligt sedvänjan skall de andra döda honom om han inte kan fullfölja expeditionen. Pojken finner sig i sitt öde på villkor att de andra tar med sig medicinen hem till hans mor, så att han har gjort sin plikt som son och som medlem av expeditionen.